# Федерално събрание на Русия
Федералното събрание (на руски: Федеральное Собрание) е парламентът на Руската федерация, висшият представителен и законодателен орган на Русия (съгласно член 94 от Конституцията на Руската федерация). Статутът на Федералното събрание е определен в глава 5 от Конституцията на РФ.
Федералното събрание е постоянно действащ орган (член 99 от Конституцията на РФ). Функциите и пълномощията на Федералното събрание съгласно член 95 от Конституцията на РФ са разпределени между 2-те палати (камари):
- Държавна дума (долната камара), и
- Съвет на Федерацията (горната камара).

Палатите могат да се събират съвместно за изслушване на послания от президента на РФ и Конституционния съд на РФ, изказвания на ръководители на чуждестранни държави (член 100 от Конституцията на РФ).